# Kummerfeld

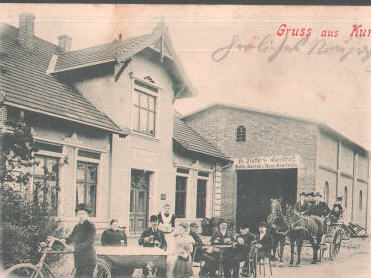
Gasthof Hatje in Kummerfeld um 1900

Kummerfeld ist eine Gemeinde im Kreis Pinneberg in Schleswig-Holstein.

## Geografie und Verkehr
Kummerfeld liegt nördlich der Kreisstadt Pinneberg an der Bundesautobahn 23 und grenzt weiterhin an die Gemeinden Borstel-Hohenraden im Osten, Prisdorf im Südwesten, Tornesch im Nordwesten sowie Ellerhoop im Norden.
Kummerfeld ist über die Buslinie 185 in den HVV integriert.
Im Nordwesten der Gemeinde fließt die Bilsbek.

## Geschichte
Die erste urkundliche Erwähnung Kummerfelds erfolgte im Jahr 1320. Der Ort hieß ursprünglich Cummervelde oder Kummeruelde, was vermutlich geringes Land bedeutet. Die Einwohnerzahl ist in den letzten Jahren angestiegen. Betrug sie 2006 noch 1996, so liegt sie mittlerweile bei 2366.

## Politik

### Gemeindevertretung
Bei der Kommunalwahl am 14. Mai 2023 wurden insgesamt 13 Sitze vergeben. Von diesen erhielt die CDU sechs Sitze, die SPD erhielt vier Sitze und die Grünen erhielten drei Sitze.

### Wappen
Blasonierung: „Durch einen erhöhten, schräglinken silbernen Wellenbalken von Blau und Rot geteilt. Oben eine goldene Getreideähre neben einer goldenen Eichel, unten ein auf einem silbernen Stein sitzender, linksgewendeter silberner Wolf mit geöffnetem Fang.“

## Sehenswürdigkeiten
Die Kocheiche, eines der markanten und alten Baumexemplare im südlichen Schleswig-Holstein und das größte und imposanteste Naturdenkmal im Kreis Pinneberg.

## Wirtschaft
Die ursprünglich agrarisch geprägte Gemeinde hat sich jetzt zu einer typischen Wohngemeinde des Hamburger Umlandes entwickelt. Westlich der Autobahn befindet sich ein Gewerbegebiet mit Betrieben aus verschiedenen Branchen, das zurzeit erweitert wird.

## Sport
Kummerfeld verfügt über ein umfangreiches Sportgelände westlich der Autobahn. Neben mehreren Fußball- und Tennisplätzen, einem Beachvolleyball-Platz, einer Streetball-Anlage sowie einer Leichtathletikanlage befindet sich auf dem parkähnlichen Gelände seit 2007 auch eine moderne Dreifeldsporthalle. Die Cricket-Abteilung, die im Jahr 2016 durch Hassan Waseem gegründet worden war, spielt aktuell in der Deutschen Bundesliga. Sie ist in der Saison 2019 erstmals Deutscher Meister geworden und konnte den Erfolg im Jahr 2020 wiederholen.

## Kultur
Von 2006 bis 2017 fand auf dem Sportplatz der Gemeinde jährlich im September das Ackerfestival statt, das von einem eingetragenen Verein ausgetragen wurde. Vor den rund 2000 Besuchern spielten an zwei Tagen sowohl unbekanntere lokale Bands als auch bereits national/international erfolgreiche Bands.

## Persönlichkeiten
Personen die in Kummerfeld geboren wurden oder hier gewirkt haben.
- Johann Georg Kuhlmann (* 9. April 1812), religiöser Sozialist und Konfident
- Hanns-Jürgen Bohland, Bürgermeister von 1988 bis 1990 und von 1994 bis 2013. Erster und bisher einziger Ehrenbürger der Gemeinde Kummerfeld.